# Zulloa imperialensis
Zulloa imperialensis is een zeepokkensoort uit de familie van de Balanidae. De wetenschappelijke naam van de soort is voor het eerst geldig gepubliceerd in 1996 door Ross & Newman.